# King Features Syndicate
King Features Syndicate ist ein US-amerikanisches Printmedien-Syndikat. King Features Syndicate ist eine Tochter der Hearst Corporation und spezialisiert auf den Vertrieb von Comic-Serien, Zeitungskolumnen, Cartoons, Rätsel und Spielen an ungefähr 5000 Zeitungen und Zeitschriften weltweit. King Features Syndicate wurde 1914 von William Randolph Hearst gegründet.
Neben anderen werden folgende Comic-Serien von King Features Syndicate vertrieben:
- Prinz Eisenherz
- Hägar der Schreckliche
- Popeye
- Beetle Bailey
- Dennis (Comic)
- Phantom (Comic)